# Anii 820
Secole: Secolul al VIII-lea - Secolul al IX-lea - Secolul al X-lea
Decenii: Anii 770 Anii 780 Anii 790 Anii 800 Anii 810 - Anii 820 - Anii 830 Anii 840 Anii 850 Anii 860 Anii 870
Ani: 820 | 821 | 822 | 823 | 824 | 825 | 826 | 827 | 828 | 829

## Evenimente
- Este creat Emiratul de la Creta